# William Jones (linguiste)
Pour les articles homonymes, voir William Jones et Jones.
 (4 février 2011).
William Jones, né à Londres le 28 septembre 1746 et mort à Calcutta (Inde) le 27 avril 1794, est un orientaliste, indianiste et linguiste, fondateur en 1784 de la Société asiatique du Bengale, une des premières associations consacrées à l'étude scientifique des civilisations et langues orientales. 
On lui attribue la découverte des similitudes entre le sanscrit et le grec et le latin — similitudes qui avaient, en réalité, été repérées quelques années plus tôt par Gaston-Laurent Cœurdoux (voir l'introduction par Michel Bréal à sa traduction française de la Grammaire comparée de Bopp).

## Les années de formation
William Jones naît à Londres ; son père Sir William Jones, natif du Pays de Galles était mathématicien et inventeur du symbole désigné par la lettre grecque π, meurt lorsqu'il a trois ans. Il est remarqué au collège de Harrow pour la qualité de son travail et, durant ses trois dernières années dans cet établissement, il commence, par lui-même, l'apprentissage des langues orientales, les rudiments de l'arabe, mais aussi l'hébreu qu'il lit bientôt avec une facilité déconcertante. Durant les vacances, il fait de considérables progrès en français et en italien, auxquels il ajoute des rudiments d'espagnol et de portugais. Jones fait ses études à l'université d'Oxford. Durant cette période, il rencontre à Londres, via l'orientaliste Thomas Hunt (en), Mirza Sheikh I'tesam ud-Din (environ 1730-1800), envoyé par l'empereur moghol Shah Alam II. À son contact, il apprend l'arabe et le persan, langue officielle de l'empire moghol. Il commence aussi l'étude du chinois dont il maîtrise bientôt l'écriture. Sorti diplômé d'Oxford en 1764, il commence alors une carrière de précepteur (il enseigne à Lord Althorpe, puis au deuxième comte de Spencer) et de traducteur qui dure les six années suivantes.
À vingt-deux ans, il jouit déjà d'une bonne réputation d'orientaliste et le roi Christian VII du Danemark qui visite l'Angleterre cette année 1768 et avait amené avec lui une biographie de Nadir Shah écrite par Mirza Mehdi Khan Astarabadi en persan, demande à Jones d'en faire la traduction en français. C'est ainsi que paraît en 1770 Histoire de Nader Chah, connu sous le nom de Thahmas Kuli Khan, de Perse, traduite d'un manuscrit persan, avec des notes chronologiques, historiques, géographiques et un traité sur la poésie orientale. C'est le premier de nombreux travaux sur la Perse, la Turquie et le Moyen-Orient en général. Le traité le rend célèbre, et lui ouvre les portes de la Royal Society trois ans plus tard, à l'âge de 26 ans.
Suit bientôt un Traité sur la poésie orientale et une traduction française en vers des ghazal du poète persan Hafiz Chams al-Din Muhammad de Chiraz. En 1771, il publie une Dissertation sur la littérature orientale qui défend le point de vue des chercheurs d'Oxford contre les critiques exprimées par Anquetil-Duperron dans l'introduction à sa traduction du Zend-Avesta. La même année paraît sa Grammaire de la langue persane. En 1772, Jones publie un volume de poèmes, Poems, Chiefly Translations from Asiatick Languages, ainsi que Two Essays on the Poetry of Eastern Nations and on the Arts commonly called Imitative, puis en 1774 un traité Poeseos Asiaticæ commentariorum libri sex, qui installe définitivement son autorité en matière d'études orientales.
Cependant, ces activités n'étant pas suffisamment rémunératrices, il se consacre, à partir de 1770 et durant trois années, à l'étude du droit, ce qui entraîne son départ et son installation dans les Indes orientales. En 1774, il intègre le barreau de Londres (Middle Temple). Sa réputation en ce domaine est si bonne qu'en 1776, il est nommé commissaire aux banqueroutes (commissioner in bankruptcy). Il publie entre autres, en 1778, un Essay on the Law of Bailments qui jouit d'une excellente notoriété en Angleterre et en Amérique. En 1780, il est candidat à un poste à l'université d'Oxford, mais il se retire le jour précédent l'élection, lorsqu'il comprend que ses chances de succès sont nulles du fait de ses opinions libérales, particulièrement concernant les questions de la guerre en Amérique et du commerce des esclaves.

## Jones et l'Inde
En 1783, il publie sa traduction de sept poésies arabes pré-islamiques appelées Mu'allaqât. Cette même année, il est nommé juge à la cour suprême de Calcutta, alors Fort William, et il est fait chevalier. À son arrivée, il tombe sous l'enchantement de la culture indienne, un champ d'étude alors inconnu des chercheurs européens, et il fonde la Société asiatique du Bengale (qui changera souvent de nom au cours de son histoire : tout d'abord l’Asiatick Society (1784-1825), puis l’Asiatic Society (1825-1832), ensuite l’Asiatic Society of Bengal (1832-1935), plus tard la Royal Asiatic Society of Bengal (1936-1951) et enfin l'Asiatic Society à nouveau depuis juillet 1951) dont il reste président jusqu'à sa mort. L'année suivante, il rédige On the musical modes of the Hindoos, un des premiers ouvrages d'ethnomusicologie.
Convaincu qu'il est de la plus grande importance de consulter les textes légaux indiens dans leur forme originale, il commence l'apprentissage du sanskrit et, à partir de 1788, s'attèle à la tâche colossale de faire une compilation des textes de loi hindous et musulmans. Il ne pourra la mener à bien, mais fera cependant paraître le début de ses travaux dans son Institutes of Hindu Law, or the Ordinances of Manu (1794) et son Mohammedan Law of Succession to Property of Intestales et son Mohammedan Law of Inheritance (1792). En 1789, Jones a aussi terminé sa traduction du drame célèbre de Kâlidâsa, Shâkuntalâ. Il traduit aussi l'Hitopadesha, une collection de fables extraites du Pañchatantra, le Gita-Govinda, et d'importantes parties des Veda, ainsi que le Ritusamhâra de Kâlidasâ, un poème de 150 stances sur l'influence des saisons sur l'amour.
Ainsi, au cours des dix années de sa période indienne, il produira une pléthore de travaux sur l'Inde, lançant l'étude moderne du sous-continent dans pratiquement chacune des sciences sociales, écrivant sur les lois, la musique, la littérature, la botanique et la géographie locales et faisant les premières traductions en anglais de plusieurs œuvres importantes de la littérature indienne, contribuant par de nombreux articles à la revue de l'Asiatic Society.

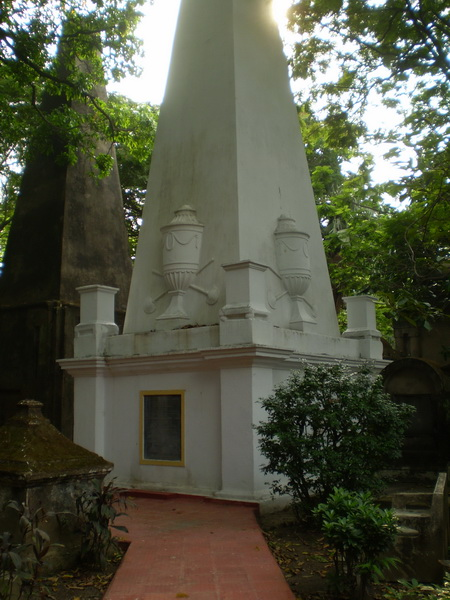
Tombe de William Jones au cimetière de Park Street, à Calcutta.

Ses travaux littéraires et juridiques ininterrompus alliés à un climat difficile pour un Anglais peu habitué à la chaleur de l'Inde ont miné sa santé après dix ans de résidence au Bengale et il meurt à Calcutta le 27 avril 1794. Linguiste étonnant, il pratique alors treize langues parfaitement et se débrouille en vingt-huit autres. L'étendue de ses connaissances était hors-normes et concernant le monde indien, sans équivalent à son époque. Comme pionnier dans l'étude du sanskrit et fondateur de la société asiatique du Bengale, il rend la langue et la littérature des Indiens de l'Antiquité accessibles aux chercheurs européens et, par ailleurs, il est à la source des travaux ultérieurs concernant cette langue ainsi que la philologie comparative liée à celle-ci. Jones est indirectement responsable d'une partie de l'atmosphère de la poésie romantique britannique - en particulier de celles de Lord Byron et de Samuel Taylor Coleridge, dans la mesure où ses traductions d'œuvres poétiques orientales furent sources d'inspiration pour ce mouvement.

## Identification de la famille indo-européenne
Le néerlandais Marcus Zuerius van Boxhorn avait déjà fait la découverte que l'avestique, l'ancien perse, et le sanskrit étaient apparentés aux langues européennes dans un groupe qu'il appelait « scythique », et cela dès le XVIe siècle, mais son travail n'a pas connu de postérité.
On attribue à Jones d'avoir été le premier à noter les ressemblances entre le sanskrit, d'une part, et le grec ancien et le latin, d'autre part. Dans la conférence Des Hindous (On the Hindus, 1786), il fait la supposition que les trois langues ont une racine commune, et que, de plus, elles pourraient être liées au gotique, aux langues celtiques et au persan. En réalité, Gaston-Laurent Cœurdoux, jésuite français qui passa toute sa vie en Inde, avait déjà suggéré l'idée de cette parenté linguistique dès 1767. 
En 1772, Jones devient membre de la Royal Society. Un monument a été érigé à sa mémoire par la Compagnie anglaise des Indes orientales dans la cathédrale Saint-Paul de Londres ainsi qu'une statue à Calcutta.

Dans une communication à la Société linguistique de Calcutta en 1786, Jones présente ainsi ses observations : 
« La langue sanskrite, quelle que soit son antiquité, est d’une structure admirable plus parfaite que le grec, plus riche que le latin, et plus raffinée que l’une et l’autre. On lui reconnaît pourtant plus d’affinités avec ces deux langues dans les racines des verbes et dans les formes grammaticales qu’on ne pouvait l’attendre du hasard. Cette affinité est telle en effet qu’un philologue, en examinant ces trois langues, pourrait croire qu’elles ont émané d’une source commune, qui peut-être n’existe plus. Une raison semblable, mais qui n’est pas tout à fait évidente, pourrait supposer que le gotique et le celtique, bien qu’idiomes très différents, ont eu la même origine que le sanskrit; et l'on pourrait ajouter le persan à cette famille, si c’était ici le lieu de discuter des questions relatives aux antiquités de la Perse. »

## Autres recherches et découvertes
Il est l'auteur du genre botanique Vanda qui regroupe des orchidées qu'il a pu observer en Inde.

## Œuvres
- Institutes of Hindu law, or, The ordinances of Manu, according to the gloss of Cullúca, comprising the Indian system of duties, religious, and civil. Manu, William Jones. Éd. The Lawbook Exchange, Ltd., 2007.  (ISBN 9781584777311)
- The collected works of Sir William Jones, Volume 12. William Jones, Garland Cannon. Éd. NYU Press, 1993.  (ISBN 9780814741993)
- The works of Sir William Jones, Volume 1 à 13 (treize volumes). Sir William Jones. Éd. Printed for J. Stockdale and J. Walker, 1807.